# Honest Thieves
Honest Thieves è un cortometraggio muto del 1917 diretto da Harry C. Mathews.

## Produzione
Il film fu prodotto dalla Triangle Film Corporation.

## Distribuzione
Distribuito dalla Triangle Film Corporation, il film - un cortometraggio in una bobina - uscì nelle sale cinematografiche statunitensi il 12 gennaio 1917.